# Депортации из Эстонской ССР
Депортации из Эстонской Советской Социалистической Республики ― серия массовых депортаций в СССР в 1941 и 1945―1951 годах, в результате которой около 33 000 человек из Эстонской ССР были принудительно выселены за пределы Эстонии. Депортации охватывали как этнических эстонцев, так и национальные меньшинства республики.
Две самые большие волны депортаций произошли в июне 1941 года и в марте 1949 года одновременно во всех трёх странах Балтии (Эстония, Латвия и Литва). Депортации подвергались различные категории лиц, причисляемых к антисоветским элементам и «врагам народа»: это были националисты (то есть политическая элита, военные, полицейские), партизаны (то есть лесные братья), кулаки и другие. Имели место депортации по национальному признаку (немцы в 1945 году, финны-ингерманландцы в 1947―1950 гг.) и религиозному (свидетели Иеговы в 1951 году). Эстонцы, проживававшие в Ленинградской области, подвергались депортации ещё с 1935 года.
Лица были депортированы в отдаленные районы Советского Союза, преимущественно в Сибирь и Казахстан, куда они доставлялись посредством специально оборудованных для перевозки людей железнодорожных вагонов. Целые семьи, включая детей и стариков, были депортированы без судебного решения и предварительного уведомления. По данным марта 1949 года, более 70 % «спецпоселенцев» составляли женщины и дети до 16 лет.
Органы Охранной полиции Эстонии привлекали к ответственности несколько бывших организаторов этих действий. Акты депортации были неоднократно признаны преступлением против человечности в парламенте Эстонии и Европейским судом по правам человека.

## Июньская депортация 1941 года

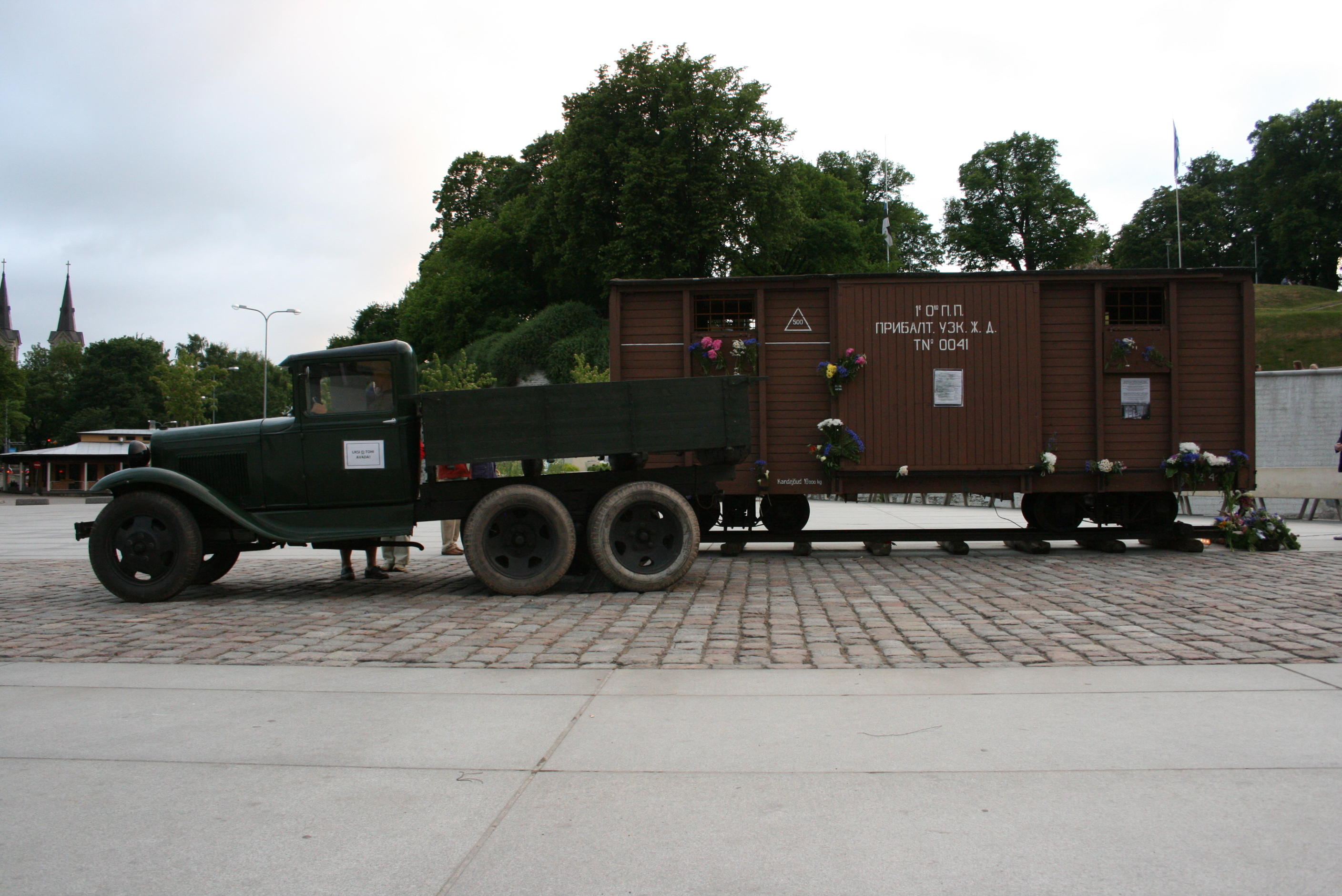
Выставка транспортных средств, схожих с теми, что использовались для перевозки людей в Сибирь в 1941 году, на площади Свободы в Таллине

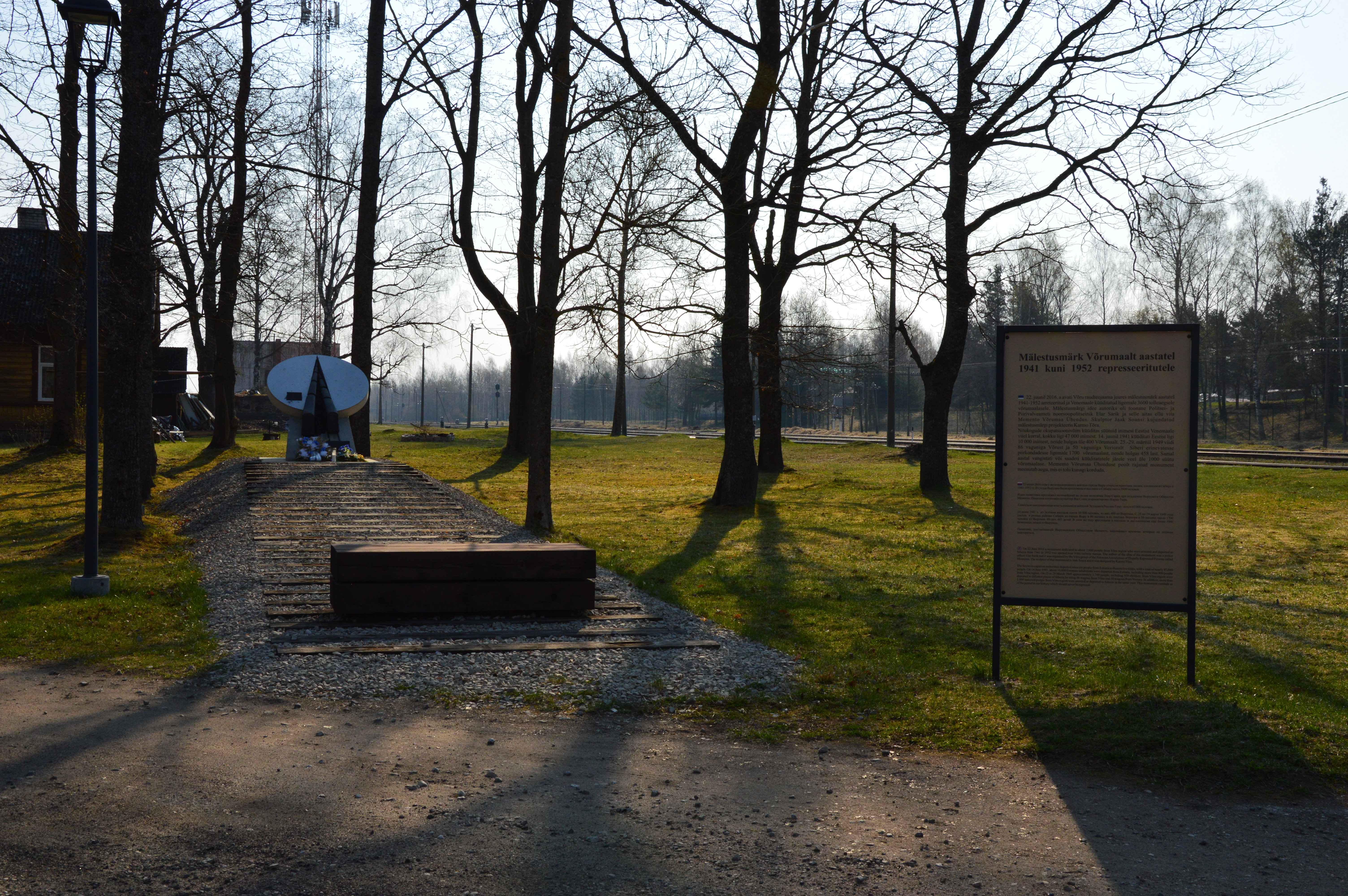
Мемориал жертвам депортации в 1941–1952 годах, Выру

В Эстонии (также как на других территориях, присоединённых Советским Союзом в 1939―1940 годах) первая крупномасштабная депортация граждан была осуществлена местным оперативным штабом НКГБ Эстонской ССР под председательством Бориса Кумма и его помощников: Андреса Мурро, Алексея Шкурина, Вениамина Гулста и Рудольфа Ямеса. Сотрудники НКГБ действовали в соответствии с тайным постановлением № 1299-526ss «Директива по депортации социально чуждого элемента из республик Прибалтики, Западной Украины, Западной Белоруссии и Молдавии». Постановление было совместно принято ЦК КПСС и Советом Народных Комиссаров СССР 14 мая 1941 года. Процедура выселения была регламентирована в соответствии с инструкциями генерала Серова.
Первые репрессии в Эстонии затронули национальную элиту. 17 июля 1940 года главнокомандующий вооруженных сил страны Йохан Лайдонер (умер в 1953 году во Владимирском централе) и его семья, а 30 июля 1940 года и президент Константин Пятс (умер в 1956 году в Калининской области) со своей семьёй были депортированы в Пензу и Уфу, соответственно. В 1941 году они были арестованы. Политическое и военное руководство страны было депортировано почти в полном составе, в том числе 10 из 11 министров и 68 из 120 членов парламента.
С 14 по 16 июня 1941 года было выселено, по разным оценкам, от 9254 до 10 861 людей. Преимущественно это были городские жители, из них более 5000 составляли женщины и более 2500 ― дети в возрасте до 16 лет. 439 евреев (более 10 % от эстонского еврейского населения) также были депортированы в основном в Кировскую область, Новосибирскую область или помещены в тюрьмы. Триста человек были расстреляны.
Вернулось в Эстонию из них только 4331 человек. Ещё 11 102 человека должны были быть депортированы из Эстонии согласно приказу от 13 июня, но некоторым из этого числа удалось спастись. Те же самые депортации проводились во всех прибалтийских странах одновременно. Через несколько дней спустя, ещё около 1000 человек были арестованы на острове Сааремаа и подлежали дальнейшей высылке, но её не удалось осуществить из-за начала широкомасштабного вторжения Германии в СССР. Значительная часть заключённых были освобождены наступающими немецкими войсками.
Первая волна депортация сопровождалась хорошо задокументированными данными, поскольку многие её свидетели впоследствии смогли бежать за границу во время Второй мировой войны. Депортации после 1944 года освещены в гораздо меньшей степени.
В июле 1941 года Эстония была занята войсками нацистской Германией, которые, в свою очередь, были вытеснены наступающими советскими войсками в 1944 году. Как только Советский Союз вернул потерянные территории, депортации возобновились. В августе 1945 года 407 человек, большинство из которых были немецкого происхождения, были переселены из Эстонии в Пермскую область. 18 семей (51 человек) были переселены в Тюменскую область в октябре (51 человек), 37 семей (87 человек) ― в ноябре и ещё 37 семей (91 человек) ― в декабре 1945 года как «члены семьи изменника Родины».

## Мартовская депортация 1949 года
Во время периода коллективизации в прибалтийских республиках, 29 января 1949 года Совет Министров СССР выпустил секретное постановление № 390-138ss.
Общее количество пострадавших от мартовской депортации составляло около 21 тысячи человек. Во время десталинизации и «хрущевской оттепели» депортированные были постепенно освобождены, и к началу 1960-х годов большинство из них вернулись в Эстонию; они оставались под надзором КГБ. Смертность депортированных в Сибири и Средней Азии оценивается менее 15 %.
Вторая волна масштабных депортаций была направлена против антисоветских элементов, обеспечивавших существование «лесных братьев», и призвана облегчить коллективизацию, которая разворачивалась в прибалтийских республиках с большими трудностями. К концу апреля 1949 года половина из оставшихся крестьян-единоличников в Эстонии присоединились к колхозам.
Начиная с 1948–50 гг., помимо эстонцев было депортировано некоторое число ингерманландских финнов. Последняя масштабная кампания по депортации населения из Эстонии состоялась в 1951 году, когда были подвергнуты принудительному переселению члены запрещенных религиозных групп из Прибалтики, Молдавии, Западной Украины и Белоруссии.

## Прочие акты депортации
Вне основных акций, отдельные лица и целые семьи депортировались в меньших масштабах с 1940 года и вплоть до начала хрущёвской оттепели 1956 года, когда политика десталинизации ознаменовала отказ от массовых репрессий.

## Правовой статус

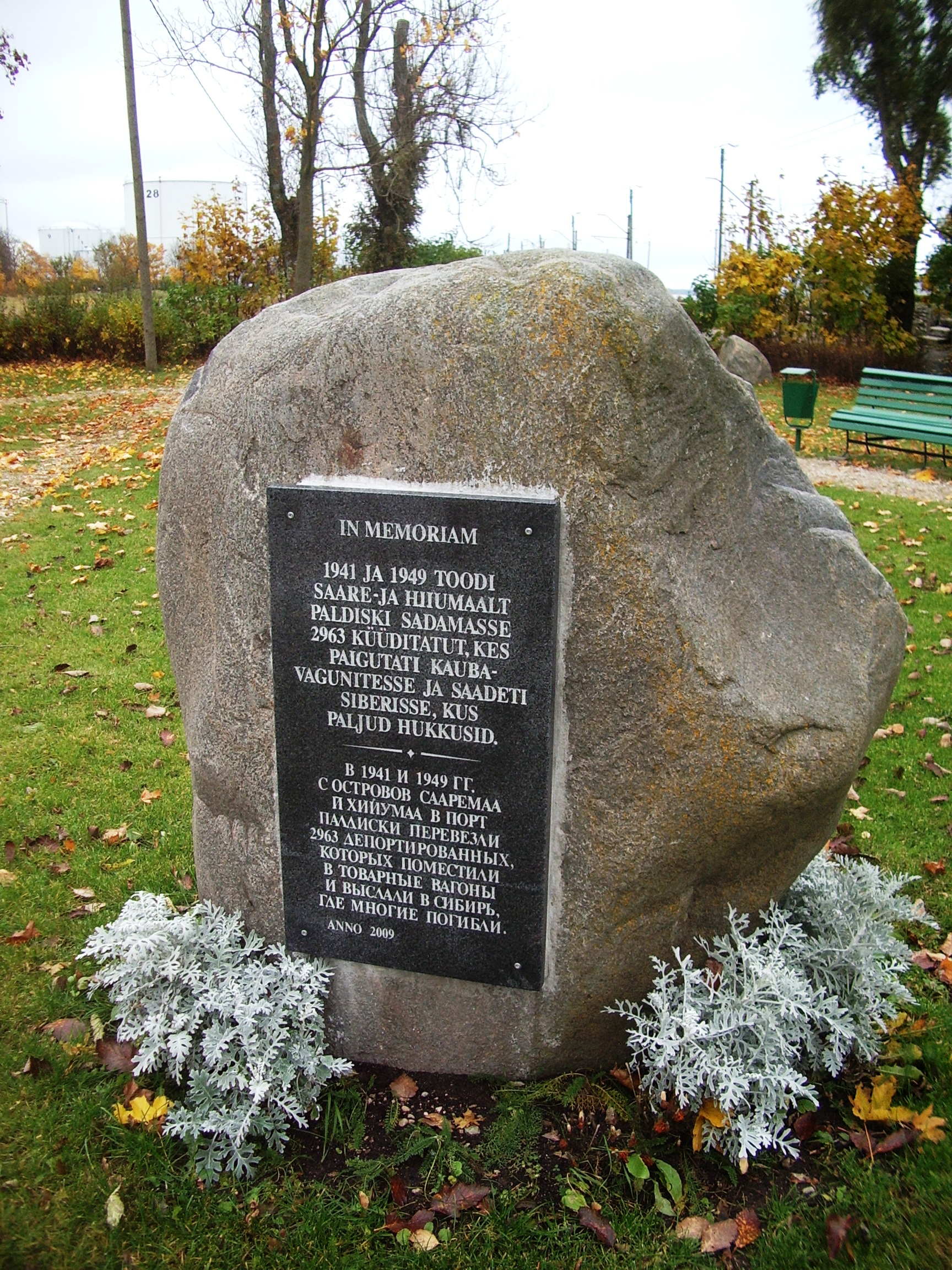
Мемориал жертвам депортации 1941 и 1949 годов в городе Палдиски

27 июля 1950 года дипломатические представительства правительств в изгнании Эстонии, Латвии и Литвы обратились к США с просьбой поддержать расследование под эгидой Организации Объединённых Наций по фактам «геноцида и массовых депортаций».

### Признание актов сталинских депортаций в СССР
Депортация народов при Сталине была раскритикована в закрытом разделе доклада Никиты Хрущёва, с которым он выступил на XX съезде КПСС. Хрущёв прямо называет их «чудовищными актами» и «грубыми нарушениями основных ленинских принципов национальной политики Советского государства».
14 ноября 1989 года Верховный Совет СССР принял декларацию «О признании незаконными и преступными репрессивных актов против народов, подвергшихся насильственному переселению, и обеспечении их прав», в котором осудил сталинские депортации как тяжкое преступление и гарантировал, что подобные нарушения прав человека не будут более повторяться, а также пообещал восстановить права репрессированных народов СССР.

### Судебные разбирательства в Эстонии
В 1995 году, после восстановления эстонской независимости, Рийгикогу выступил с декларацией, в которой депортации признавались преступлением против человечества. Несколько исполнителей депортации 1949 года, бывшие офицеры МГБ, предстали перед судом и были осуждены по статье 61-1 § 1 Уголовного кодекса Эстонии. Вместе с тем заявления со стороны Эстонии о геноциде не получили широкого признания у мирового сообщества.

## Галерея

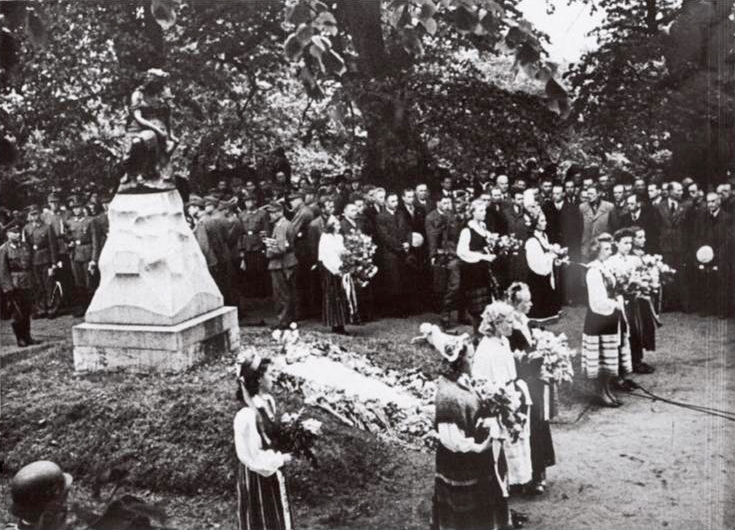
Мероприятие в память о репрессированных эстонцах в Таллине на горке Линды, 1944 год
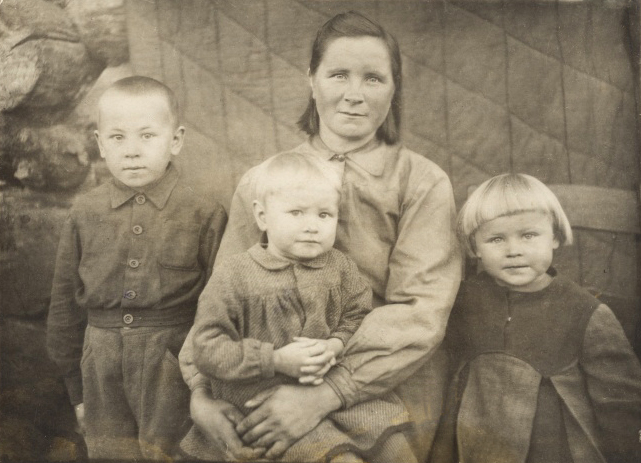
Депортированная эстонка Элла Трейманн с детьми, 1949 год
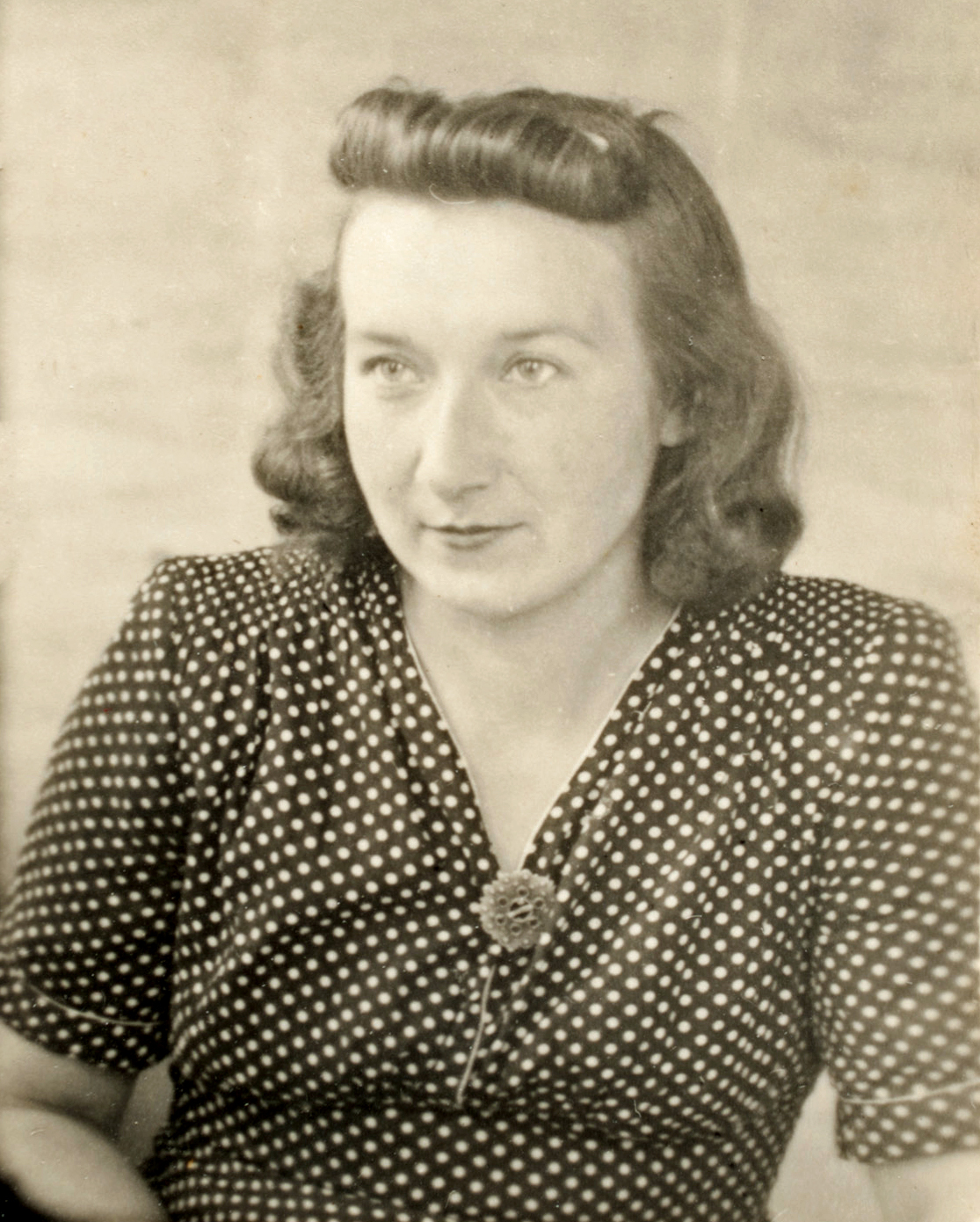
Депортированная эстонка Эндла Тооме, 1949 год
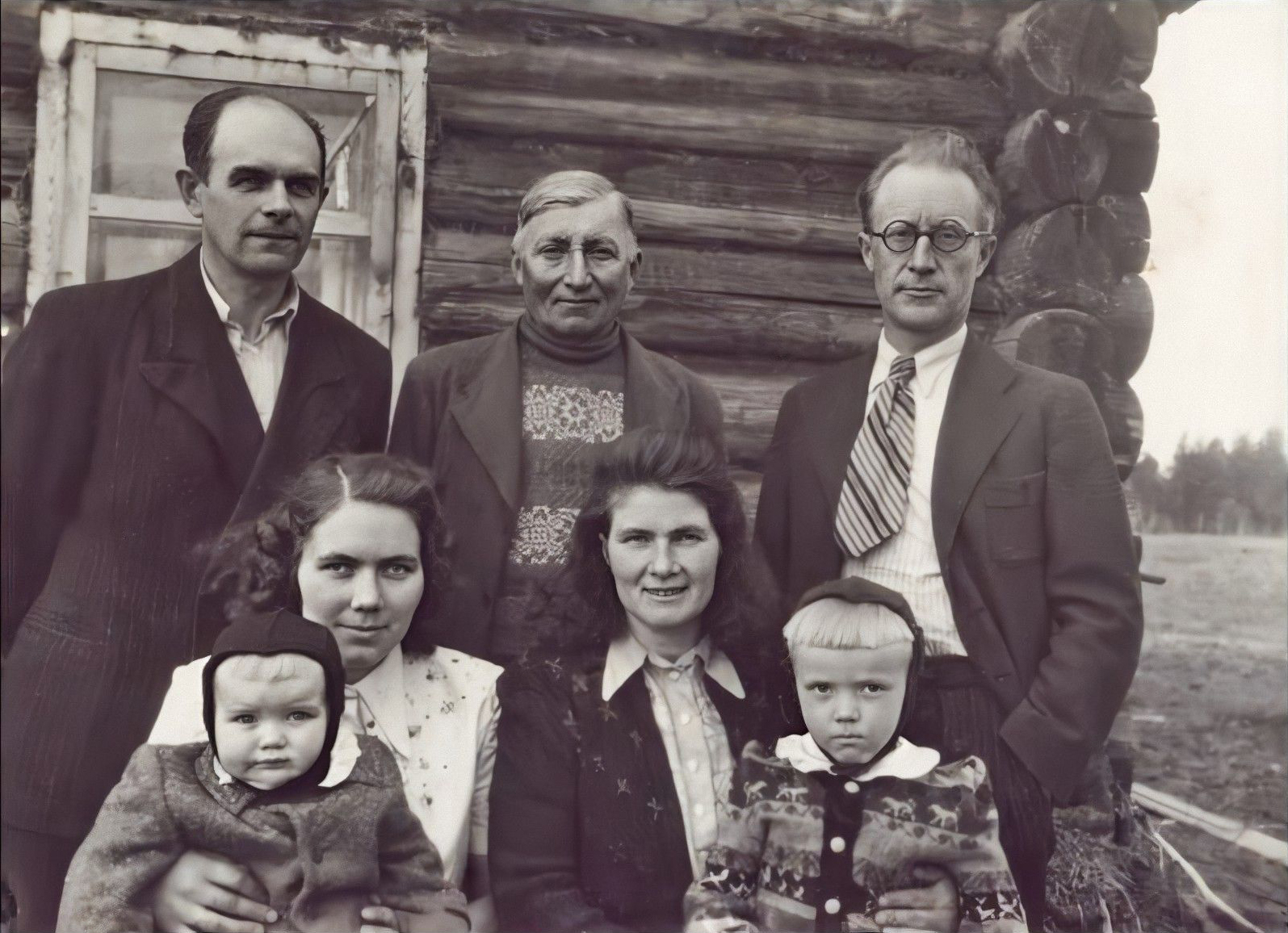
Депортированные эстонцы в Красноярском районе, 1953 год. Во втором ряду справа искусствовед Виллем Раам
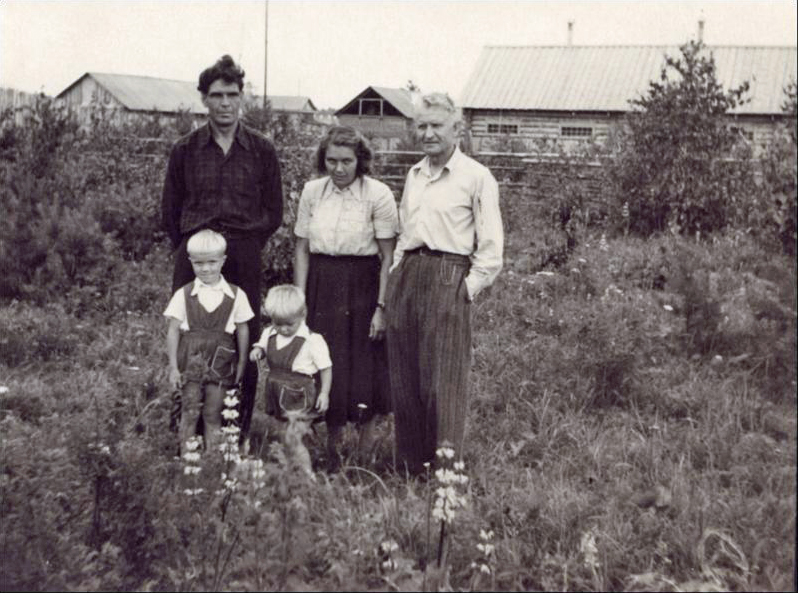
Депортированные эстонцы в Красноярском районе (Сиркель, Хелью Нооде с сыновьями, Юри Пярсон
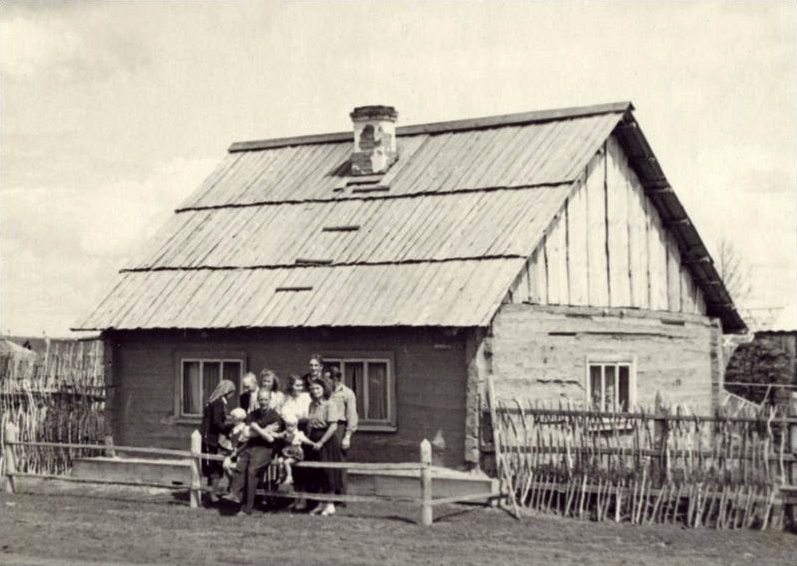
Дом на три семьи, построенный депортированными эстонцами в Красноярском районе, 1954 год